# پاتریک اوخس
پاتریک اوخس (آلمانی: Patrick Ochs؛ زادهٔ ۱۴ مهٔ ۱۹۸۴) بازیکن فوتبال اهل آلمان است.
از باشگاه‌هایی که در آن بازی کرده‌است می‌توان به وولفسبورگ، اینتراخت فرانکفورت، باشگاه فوتبال هوفنهایم و بایرن مونیخ اشاره کرد.
وی همچنین در تیم ملی فوتبال زیر ۲۱ سال آلمان بازی کرده است.